# Sisters With Transistors
Sisters With Transistors é um documentário de 2020 dirigido por Lisa Rovner sobre mulheres pioneiras da música eletrônica. 
O filme é narrado por Laurie Anderson.